# Gymnosporia cortii
Gymnosporia cortii là một loài thực vật có hoa trong họ Dây gối. Loài này được Pic.Serm. mô tả khoa học đầu tiên năm 1951.